# Rosa Sansaloni Vercher
Rosa Sansaloni Vercher   (Tavernes de la Valldigna, 16 d'abril de 1963) és una esportista valenciana que des de molt jove va destacar en ciclisme i duatló.
Va començar com a ciclista el 1984 i ha aconseguit moltes marques, tant en ciclisme com en duatló. Pel que fa al primer esport, cal destacar: campiona autonòmica en categoria elit femenina en els anys 1989, 1990, 1992, 1993, 1994, 1997, 1999, 2000, 2003 i 2004, i campiona autonòmica en categoria màster 50 femenina en 2018. I pel que fa al segon: subcampiona d'Espanya en categoria veteranes 2005; campiona d'Espanya en totes les categories 2006, i medalla de bronze en el Nacional de 2007.
En el seu palmarés destaca una efemèride: el 4 de març de 1995 va establir per primera vegada el rècord espanyol de l'hora en ciclisme en pista al velòdrom Lluís Puig de València, rodant a una velocitat de 37,885 quilòmetres per hora.
Fins a la seua jubilació forçada, va compaginar l'afició per l'esport amb el seu treball com a administrativa a la localitat que la va veure nàixer, i el 2005 va ser nominada Millor esportista de l'any, a Gandia, per la seua llarga i fructífera trajectòria esportiva (RAA).
Actualment participa en competicions de ciclisme adaptat.